# 산정초등학교
산정초등학교는 대한민국 광주광역시 광산구에 있는 공립 초등학교이다.

## 연혁
- 2008. 12. 31. 산정초등학교 설립 인가
- 2009. 03. 01. 산정초등학교 개교(6학급, 병설유치원 1학급)
- 2009. 04. 24. 개교기념일(개교기념식 행사)
- 2009. 09. 01. 교원능력개발평가 선도학교 지정
- 2009. 09. 01. 원어민 영어 보조교사 중심학교 지정
- 2009. 11. 01. 3학급 증설
- 2010. 02. 17. 제1회 졸업식 23명 졸업(남 9/ 여 14)
- 2010. 03. 01. 교원능력개발평가 연구학교 지정운영(1년간)
- 2010. 03. 01. 15학급 편성
- 2010. 09. 01. 21학급 편성
- 2011. 02. 17. 제2회 졸업식 83명 졸업(남 35/ 여 48), 누계 106명
- 2011. 03. 01. 25학급 편성
- 2012. 02. 17. 제3회 졸업식 95명 졸업(남 41/ 여54), 누계 201명
- 2012. 03. 01. 25학급 편성
- 2012. 03. 01. 학력향상형 창의경영 학교 지정운영
- 2013. 02. 21. 제4회 졸업식 132명 졸업(남 65/ 여 67), 누계 333명
- 2013. 03. 01. 27학급 편성
- 2013. 03. 01. 창의인성학력향상 연구학교 교과부 지정운영
- 2013. 09. 01. 4대 천성민 교장 취임
- 2013. 09. 01. 7학급 증설(34학급 편성)
- 2013. 10. 01. 1개 학급 증설(35학급 편성)
- 2014. 02. 14. 제5회 졸업식 136명 졸업(남 59/ 여 77), 누계 469명
- 2014. 03. 01. 36학급 편성
- 2014. 03. 01. 창의인성학력향상 연구학교 교육청 지정운영(2013.03.02~2015.02.28)
- 2014. 06. 01. 10학급 증설(46학급 편성)
- 2015. 02. 14. 제6회 졸업식 141명 졸업(남 59/ 여 82), 누계 610명
- 2015. 03. 01. S/W(교육과정) 연구학교 지정운영
- 2014.3~2015.2 SW교육 연구학교 운영
- 2015.7~2016.2 로봇 선도학교 운영
- 2015.3~2015.11 2015 문화예술특성화학교 운영
- 2015.3~2016.2 두드림학교 운영
- 2015.4~2016.2 학교폭력예방 선도학교 운영
- 2015.4~2015.11 미디어 교육 선도학교 운영
- 2016. 02. 18. 제 7회 졸업식 152명 졸업, 누계 761
- 2016. 03. 01. S/W(교육과정) 연구학교 운영(2차 년도)
- 2016. 03. 01. 학급 증설(47학급 편성)
- 2016. 03. 01. 소프트웨어 영재학급 신설(1학급)
- 2016.3~2016.12 두드림 학교 운영
- 2016.7~2017.2 로봇활용 SW교육 실험학교
- 2016.09. 01. 5대 정미숙 교장선생님 부임